# Achzarit
Achzarit (hebrejsky אכזרית‎) je těžký obrněný transportér, který slouží v izraelských obranných silách(IDF). Vznikl přestavbou tanků Tiran, což byly ukořistěné tanky T-54/T-55. Na přelomu století sloužilo v IDF okolo 400 obrněných transportérů Achzarit. V současné době jsou transportéry Achzarit doplňovány nebo nahrazovány novým obrněným transportérem Namer.

## Vývoj a konstrukce
Během arabsko-izraelských válek ukořistil stát Izrael značné množství tanků T-54 a T-55, které do své výzbroje zařadil pod názvem Tiran. V 80. letech 20. století bylo znát, že tyto tanky již nemohou plnit úlohu hlavních bojových tanků a zároveň se po 1. libanonské válce ukázalo, že běžně používané obrněné transportéry M113 nejsou schopné odolávat zásahům zbraní RPG. Izraelské obranné síly potřebovaly vyřešit ochranu svých vojáků pomocí nových obrněných transportérů, které by byly schopny doprovázet tanky Merkava a zároveň by byly odolné proti zbraním RPG. V roce 1986 začala Nimda pracovat na vývoji obrněného transportéru. Ten vznikl konverzí tanků Tiran, T-54/T-55, z nichž byla odstraněna věž, původní pohonná jednotka byla nahrazena novou a kompaktnější, díky čemuž vznikl "tunel" pro vysazování vojáků ze zadní částí korby. Při pohledu na zadní část Achzaritu se tunel nachází na pravé straně trupu. Zároveň bylo zesíleno původní pancéřování přidáním reaktivního pancéřování. Díky čemuž narostla hmotnost obrněného transportéru až na 44 tun. Pro srovnání tank T-55 měl hmotnost 36,6 tun i s dělostřeleckou věží. Produkce obrněného transportéru začala v roce 1988. Na současných obrněných transportérech se lze setkat s výzbrojí tří kulometů FN MAG ráže 7,62 mm. 

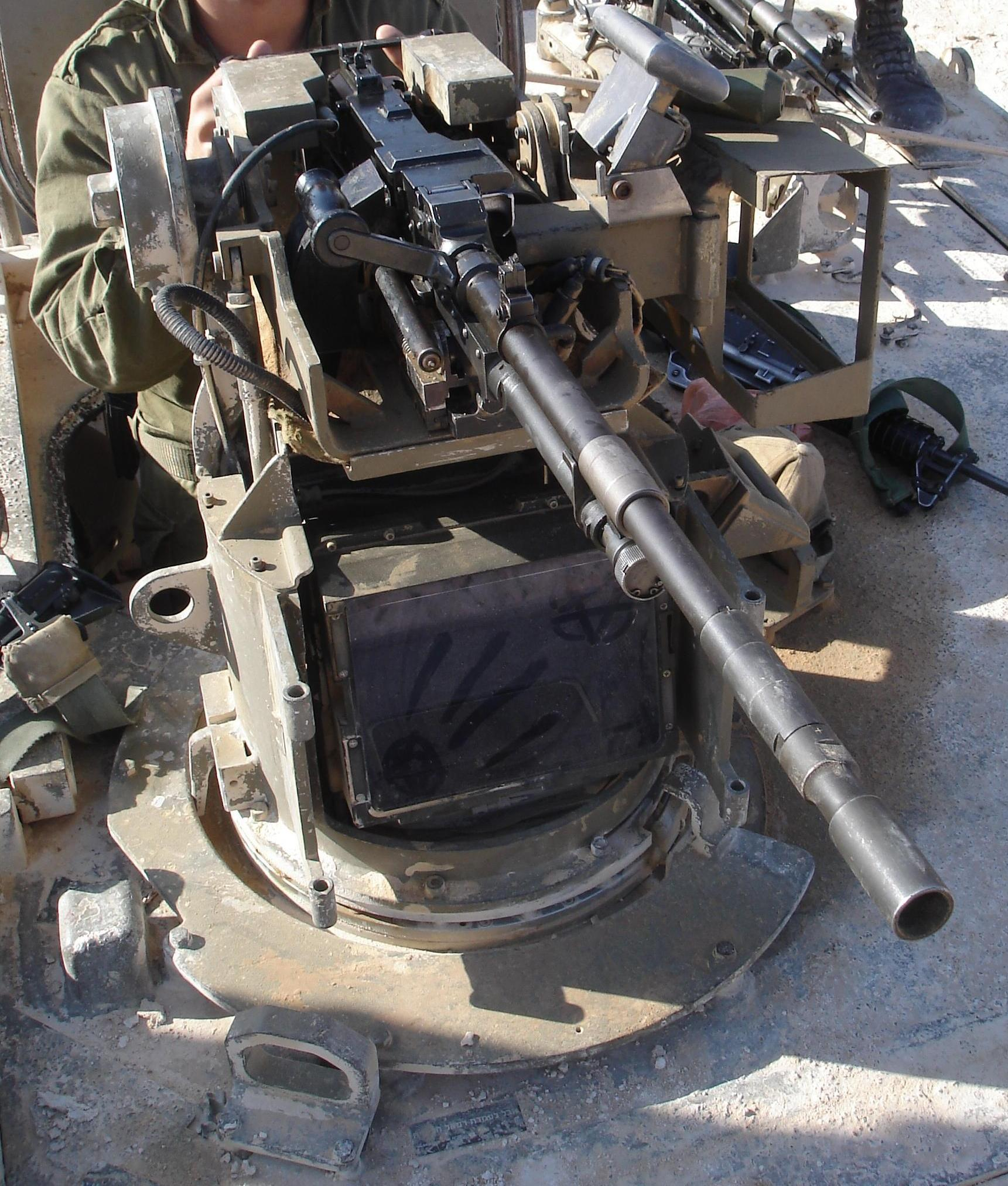
Dálkově ovládaná věž s kulometem Rafael OWS

V roce 2010 získala Diesel Engineering kontrakt s pevně stanovenou cenou 20,8 milionů USD na vylepšení pohonu vozidel Achzarit.  Nahrazením původní nedostačující pohonné jednotky Detroit Diesel 8V-71TA jednotkou Detroit Diesel 8V-92TA o výkonu 850 k, bylo získáno zvýšení rychlosti až na 65 km/h. Takto upravené Achzarity nesou navíc označení Mk.2  a jsou vybaveny kulometnou střeleckou věží Rafael OWS.
Uvádí se, že obrněný transportér by měl přežít opakované zásahy protitankovou municí HEAT až do ráže 125 mm do čelní části pancíře stejně jako útoky pomocí munice KE.

## Varianty
- Achzarit Mk.1

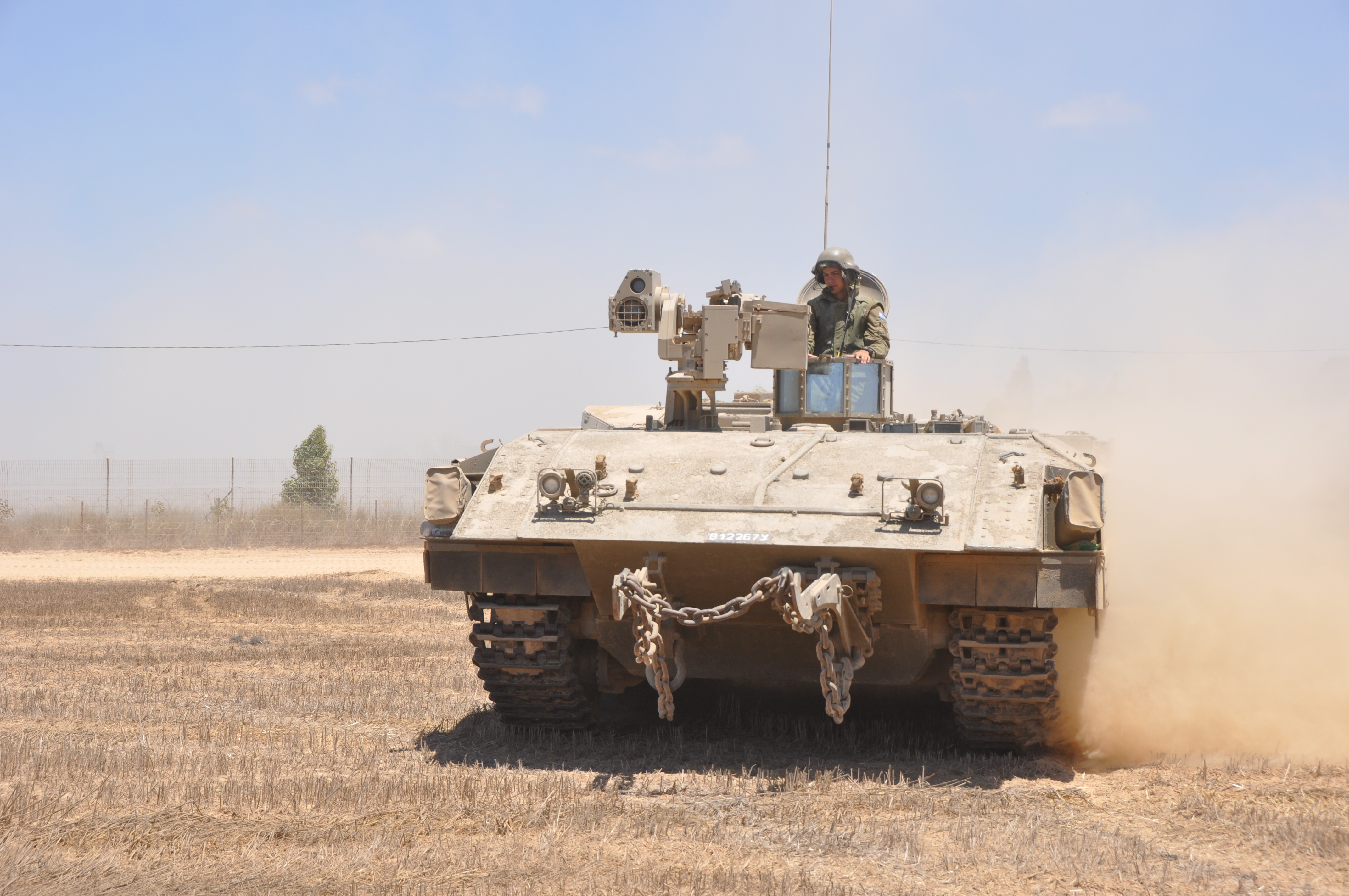
Achzarit Mk.2 ve verzi Aquarium pro boj ve městě

- Achzarit Mk.2 – modernizovaná varianta se silnějším motorem
- Achzarit Ambulance – verze zaměřená na transport zraněných
- Achzarit Aquarium – verze s věžičkou z tvrzených skel pro lepší a bezpečnější výhled z obrněného transportéru, určeno pro městský boj[6]
- Achzarit Dogehouse – verze s věžičkou z tvrzených skel pro lepší a bezpečnější výhled z obrněného transportéru, určeno pro městský boj[6]
- Achzarit RCWS-30 – prototyp vybavený kanonem
- Achzarit HATAP – verze zaměřená více pro ženisty než na transport vojáků

## Muzejní exponáty
Jeden Achzarit je součástí sbírky muzea Yad la-Shiryon v Latrunu.